# Rattlestar Ricklactica
"Rattlestar Ricklactica" er den femte episode den fjerde sæson af Adult Swims tegnefilmserie Rick and Morty. Den er skrevet af James Siciliano og instrueret af Jacob Hair, og afsnittet havde premiere den 15. december 2019. Titlen er en reference til Battlestar Galactica
Rick får gjort Jerry lettere med en af sine opfindelse, så han kan hoppe meget højere end normalt. Jorden bliver invaderet af slanger, fordi Morty dræber en astronautslange han møder i rummet.
Afsnittet blev set af ca. 1,32 mio. personer ved første visning.